# Arnold Krampe
Arnold Krampe (* 26. Februar 1910 in Fürstenwalde/Spree; † 15. März 1983) war ein deutscher Verwaltungsjurist, Landrat und Oberkreisdirektor.

## Leben
Krampe begann seine berufliche Tätigkeit als Gerichts- und Regierungsreferendar 1933. Er wirkte 1936 als Regierungsassessor sowie staatlicher Hilfsarbeiter beim Landratsamt in Stuhm, Westpr. 1937 bis 1940 war er bei der Bezirksregierung Stettin beschäftigt. 1939 wurde er zum Regierungsrat befördert. 1940 wirkte er in der Bau- und Finanzdirektion Berlin und leistete dann seinen Kriegsdienst. Formell war Krampe bei den Regierungen in Marienwerder und Königsberg angestellt. 1943 bis 1944 wirkte Krampe als kommissarischer Landrat und wurde dann zum amtierenden Landrat im Landkreis Labiau, Provinz Ostpreußen ernannt.
Nach Kriegsgefangenschaft arbeitete er 1946 bis 1947 als Tiefbauarbeiter und dann ab 1947 bis 1951 als kaufmännischer Angestellter in Herford und Bielefeld. 1951 bis 1954 wirkte Krampe als stellv. Geschäftsführer der Kommunalpolitischen Vereinigung der CDU in Recklinghausen. Von 1954 bis 1966 amtierte Krampe als Oberkreisdirektor des Landkreises Minden und war dann von 1966 bis 1975 als Ministerialdirigent im Ministerium für Ernährung, Landwirtschaft u. Forsten für das Land Nordrhein-Westfalen beschäftigt.